# Volkswagen Polo
El Volkswagen Polo és un automòbil de turisme del segment B produït pel fabricant alemany Volkswagen des de 1975. El seu nom deriva del esport homònim Polo. Al llarg de la seva història s'ha vengut amb carrosseries hatchback de tres i cinc portes, sedàn de dos i quatre portes i familiar de cinc portes.
El Polo ha tingut sis generacions de model diferents: Volkswagen Polo I (1975-1981), Volkswagen Polo II (1981-1994), Volkswagen Polo III (1994-2001), Volkswagen Polo IV (2001-2009), Volkswagen Polo V (2009-2017) i Volkswagen Polo VI (des de 2017).
El Volkswagen Polo va guanyar el premi Cotxe del Any a Europa de l'any 2010, quedant en segona posició els anys 1982 i 1995. També ha guanyat 12 reconeixements internacionals des de 1975.
Dins de la competició, el Volkswagen Polo ha estat utilitzat per l'equip oficial de Volkswagen entre 2013 i 2016, guanyant amb Sébastien Ogier de forma consecutiva quatre Campionats Mundials de Ral·lis, aconseguint també l'equip els quatre títols de constructors.